# Folk

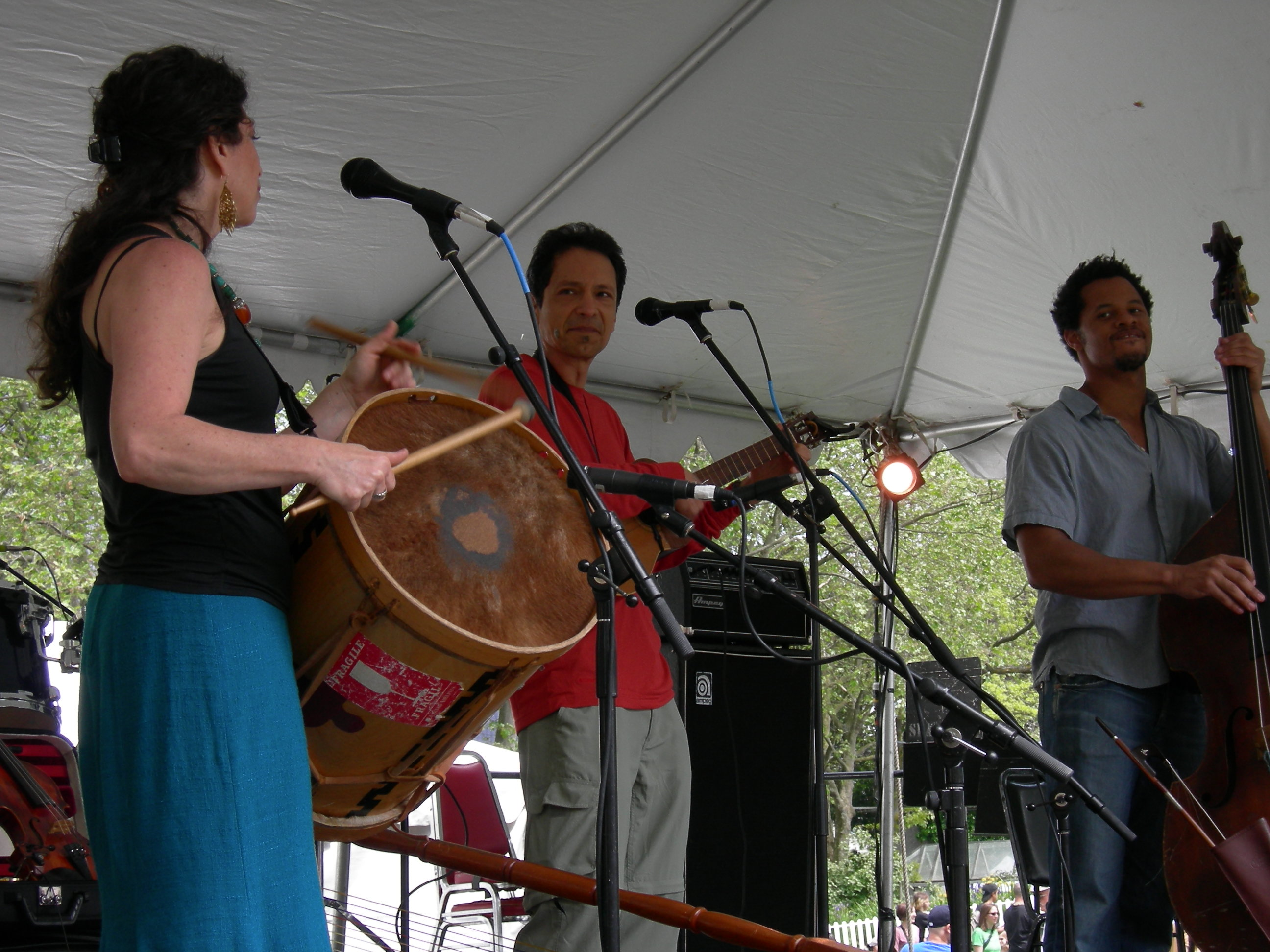
Jihoamerická folková skupina Correo Aéreo

Folk (česká výslovnost [folk], anglická [fəuk]) je hudební žánr, který má své kořeny v anglosaských zemích. Samotné slovo folk znamená v angličtině lid, v tomto případě tedy vyjadřuje anglosaskou lidovou píseň. V přeneseném významu slova do oblasti současné populární hudby toto slovo přesně vyjadřuje amatérskou hudební tvorbu a její amatérské hudební provozování, respektive amatérské písničkářství (viz Akademický slovník cizích slov, vydala Akademia v roce 2000). Slovní spojení folk music [ˈfəuk ˌmjuːzik] pak znamená lidová hudba (etnická) anebo – stylizovanou nápodobou – folková hudba. Pro odlišení moderní folkové hudby od etnické se v angloamerických zemích užívají názvy contemporary [kənˈtemprəri] (současný) folk či modern [ˈmodən] (moderní) folk. V češtině se pro lidovou hudbu etnickou užívá spíše termín folklór (laicky také „česká lidovka“) a pojmem folk se označuje lidová hudba moderní.

## Český folk

### Trampská tradice

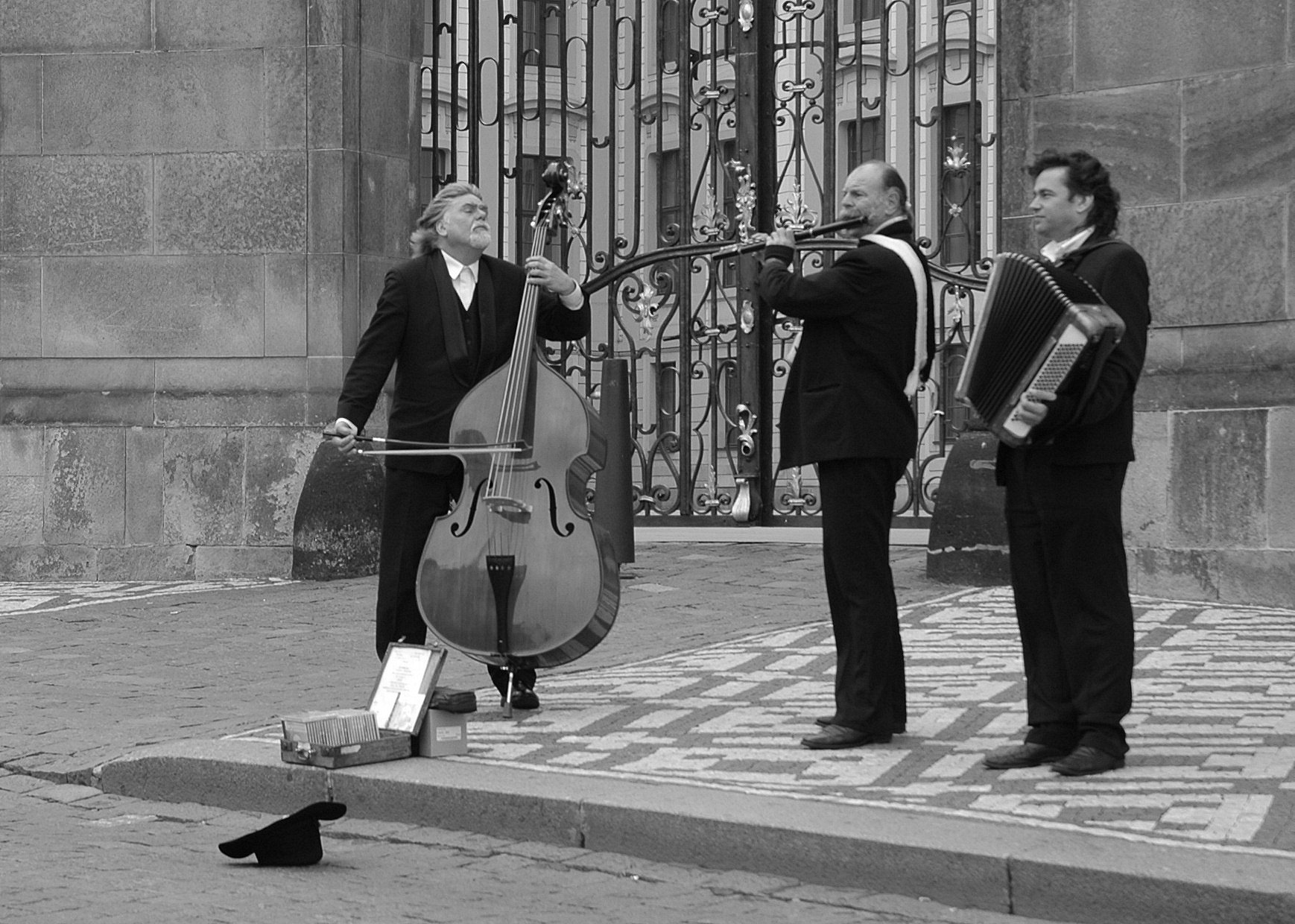
Pouliční muzicírování v Praze – městský folk

Žánr české folkové hudby na rozdíl od té anglosaské nevznikl až koncem šedesátých let 20. století, neboť lidová tvorba umělých písní měla v této době již mnohaletou tradici v klasické či moderní trampské hudbě. Ta je bezesporu velmi zvláštní, osobitou i zcela svébytnou odrůdou českého folku a to v širším kontextu celé české populární a lidové hudby (viz skupiny Brontosauři, Settleři, Hop Trop nebo Wabi Daněk či Jarka Mottl). Tradiční trampská hudba tedy v českých zemích existovala již více než 30 let před nástupem anglosaského folku. I ona však měla své inspirační kořeny v předchozí tradici kramářských písní, obrozeneckého zpívání 19. století, kabaretních kupletů jakož i v tradici dělnických zpěváckých spolků. Tradice původní trampské písničky v nejrůznějších podobách přežila celé 20. století a to prakticky až dodnes.

### Tradice „české lidovky“
Jak již bylo uvedeno, je velmi obtížné přijímat jakékoliv klišovitě schematické tvrzení, že folk vznikl někdy na přelomu 50. a 60. let 20. století kdesi v Americe. Takové tvrzení by nám vlastně říkalo, že před tímto obdobím neexistovala na celém světě žádná amatérská hudební tvorba vytvářená především pro radost a potěchu autora samého, či jemu blízkých osob. I tzv. tradiční česká trampská hudba nutně musela vyjít z toho, co zde existovalo již na počátku 20. století, totiž z mohutných tradic české lidovky (a to jak z písní lidových či písní jakkoliv zlidovělých). Tvrzení, že folk zničehonic jakoby spadl z nebe, kde se vzal tu se vzal, je samozřejmě zjevný nesmysl a lež. Folk samozřejmě existoval již dlouhou dobu před tím, jen se mu neříkalo folk. Tradice českého amatérského muzicírování patrně byla a je v českých zemích velmi dlouhá, pestrá, široká i bohatá. Venkovské kutálky, lidové cimbálové muziky, hornické dechovky, studentská obrozenecká tvorba, západočeská a jihočeská dudácká tradice, to vše dohromady tvoří podhoubí českého folku, hudební materii z níž český folk vzešel. A je jistě velmi zajímavé, že se tak stalo prakticky téměř nezávisle na tradici anglosaské.

### České písničkářství
Vývoj folku ovšemže neprobíhá izolovaně od všech ostatních hudebních žánrů, stylů a proudů, ba naopak, mnohdy je jimi velmi výrazně ovlivňován. Samotná česká písničkářská tradice je také mimořádně pestrá i bohatá. Vždyť prvním opravdovým (velkým a zároveň též moderním) českým písničkářem byl Karel Hašler, mnoho jeho písní si lidé rádi zpívají podnes. Velkými písničkáři se po první světové válce stali i pánové Voskovec a Werich na hudbu Jaroslava Ježka. Na ně zas s velkým úspěchem prakticky o 30 let později navázala vynikající autorská dvojice Suchý-Šlitr. Ale nejednalo se jen o tyto tvůrce. Vždyť vynikající hudební dědictví nám zanechali i mnozí jiní další – několik příkladů za všechny : Josef Kainar nebo Emil František Burian (otec Jana Buriana). České písničkářství v tom nejlepším slova smyslu se, mimo jiné, také projevuje ve vynikající textařské práci celé plejády výborných českých textařů. Takže samotné české folkové písničkářství mělo a doposud stále i má také své bohaté hudební inspirační zdroje, které leží mimo oblast folkového žánru. Nemluvě o české literatuře a české lidové slovesnosti jako takové, to je jistě další bohatý inspirační zdroj sám o sobě.

### Vývoj žánru ve 20. století

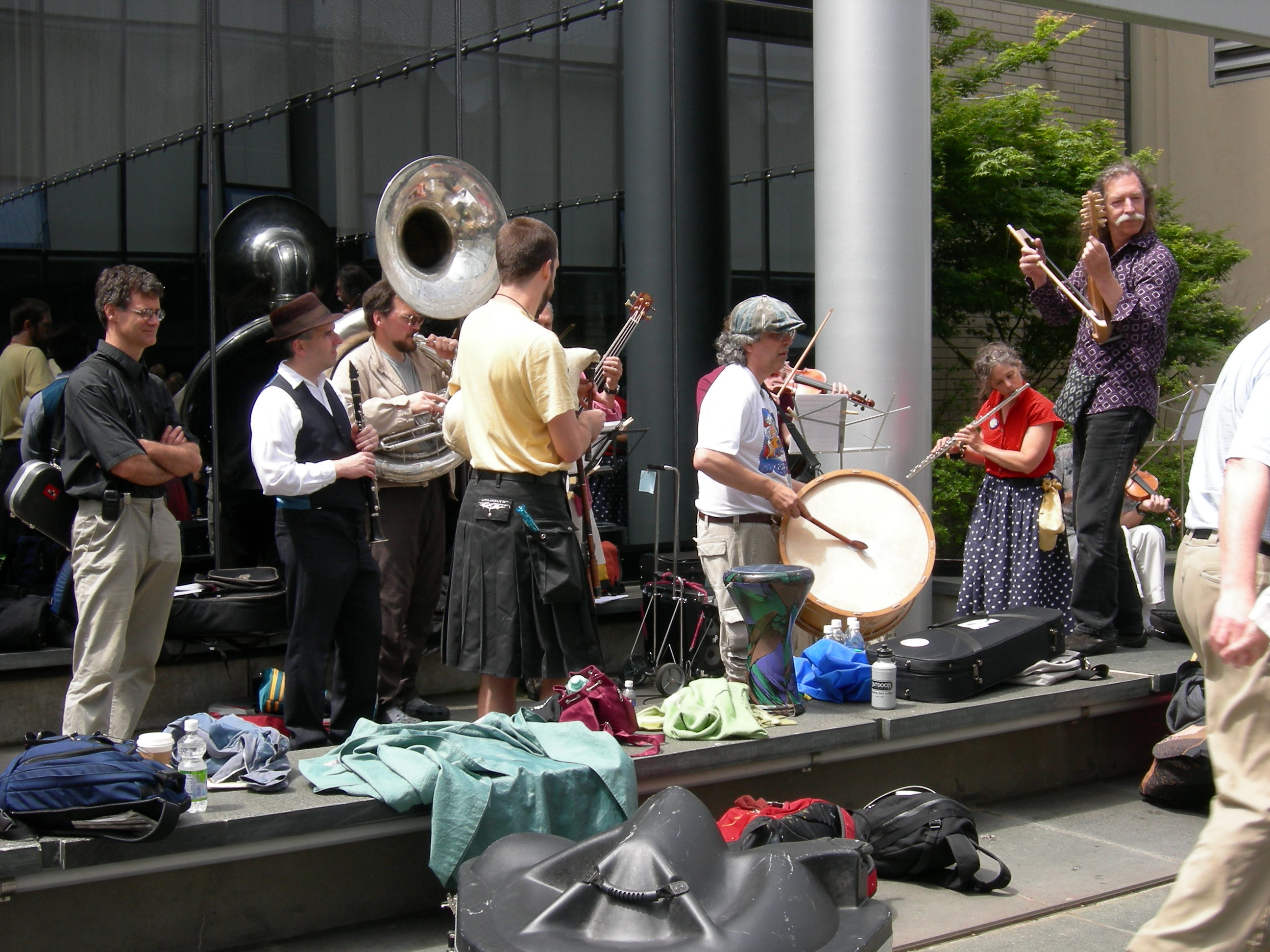
Amatérští muzikanti v americkém městě Seattle na folkovém festivalu

Celý žánr se v Čechách přirozeně vyvíjel v průběhu 20. století v dané společenskopolitické situaci, která byla zejména po roce 1948 poměrně zapeklitá, neboť tehdejší Československo bylo naráz zcela izolováno od západoevropské svobodné kultury a tehdejší kulturní vlivy pocházející ze svobodného světa k nám pronikaly velice nesnadno, pomalu a dost často – slušně řečeno – za velkého nepochopení veřejnosti i oficiálních stranických míst (což se týkalo také bigbeatu). Přesto zejména v krátkém období bouřlivých 60. let (kdy došlo v Československu na přechodnou dobu ke krátkému politickému uvolnění) došlo k rozmachu folku v jeho klasické anglosaské podobě i v českých zemích. Příkladem za všechny ostatní budiž třeba skupina Spirituál kvintet nebo skupina Český skiffle Jiřího Traxlera jr. Objevila se i první výrazná skupina českých písničkářů sdružených ve sdružení Šafrán, snad nejznámějším písničkářem té doby byl Karel Kryl. Kromě toho se začal rozvíjet i příbuzný hudební žánr zvaný country and western, a to včetně jeho bluegrassové odnože. Vzniklo tak ono tehdejší (multi)žánrové zmatení z konce 60. let, kdy všechny příbuzné hudební žánry v několika málo letech začaly fakticky koexistovat vedle sebe (také bývaly označovány dost nehezky jako tzv. portovní žánry – viz festival Porta).

## Charakteristika folku
Folkovou píseň anglosaského typu tedy charakterizujeme jako typ moderní zpěvné písně, která spontánně vznikala převážně v amatérských podmínkách jako protiklad konvenčního a zkomercionalizovaného popu. Folk klade mimořádný důraz na myšlenky či emoce obsažené v textu písně. Podstatou folkové písně a jedním z jejích nejcharakterističtějších rysů je schopnost aktuálně, adresně a obsahově konkrétně reagovat na nejrůznější stránky společenského dění či osobních prožitků autora. Obvykle bývají folkové písně interpretovány přímo autory. Někdy je tato osobní interpretace také označována jakožto moderní šanson.
Folkové písně ale mohou mít i formu výrazně niterné osobní výpovědi o světě okolo nás či o stavu autorovy duše či mysli. V takovém případě se spíše podobají více než čemukoliv jinému zhudebněné poezii, často poezii všedního dne. Poezii, jež začasté zpívá o prostých věcech prostými slovy jednoduchým a obecně sdělným způsobem. Proto také někteří folkoví interpreti kromě své vlastní volné tvorby zhudebňují i kvalitní poezii cizí (např. báseň Máj od Karla Hynka Máchy zhudebněná skupinou Český skiffle nebo Radůzino CD V salonu barokních dam, kde je zhudebněna část jedné básně od Jana Nerudy z Písní kosmických, známé jsou i Skoumalovy půvabné adaptace nonsensových básní Emanuela Frynty na CD Kdyby prase mělo křídla, velmi zdařilé jsou i Pavlicovy adaptace cizích poetických textů s původně folklórní skupinou Hradišťan, apod.). A nemusí to nutně být vždy jen popěvky smutné, vážné, zachmuřené či niterně rozervané. Může se jednat i o laskavý humor, hezkou parodii, mírnou perzifláž, vkusnou legraci, prostě o vlídný a laskavý pohled na svět okolo nás, o všední zpívanou poezii podanou vtipně, vkusně a s velkým šarmem i osobním nadhledem autora samého (viz parodická hudební skupina Lokálka či recesistická skupina Barel Rock).
Folk mívá velmi často formu velmi upřímné a přímočaré osobní výpovědi či zpovědi, která je ventilována lidovou uměleckou formou, zde obvykle formou písně, písně, která může vyjadřovat jak obyčejnou radost ze života, tak i vážnou starost o stav tohoto světa. V tomto je folk také velice blízký zejména kvalitnímu šansonu a dále také části tzv. art-rocku, což jsou hudební směry, které také hodně staví na kvalitě zpívaného textu.

## Výběr světových folkařů

### USA
- Woody Guthrie
- Joan Baez
- Pete Seeger
- Bob Dylan
- Peter, Paul & Mary
- Bruce Springsteen
- Buffy Sainte-Marie
- Tom Paxton
- Judy Collins
- Tim Buckley
- Tim Hardin
- Arlo Guthrie
- Randy Newman

### Kanada
- Leonard Cohen
- Gordon Lightfoot
- Joni Mitchell
- Neil Young

### Anglie, Skotsko
- Donovan
- Fairport Convention
- Richard Thompson
- The Amazing Devil

### Rusko
- Bulat Okudžava
- Vladimir Vysockij

### Polsko
- Piotr Lolek Sołoducha
- Joanna Słowińska
- Stanisław Grzesiuk
- Jacek Ostaszewski
- Magdalena Sobczak Kotnarowska

## Výběr českých folkařů
- Dagmar Andrtová-Voňková
- Pavel Dobeš
- Jaroslav Hutka
- Ivo Jahelka
- Slávek Janoušek
- Karel Kryl
- Pavel Žalman Lohonka
- Vladimír Merta
- Jaromír Nohavica
- Karel Plíhal
- Vlasta Redl
- Vlastimil Třešňák
- Petr Lüftner
- Hana a Petr Ulrychovi
- Radůza (Radka Vranková)
- Sestry Steinovy (Lucie Steinhauserová a Karolina Kamberská)
- Jiří Schmitzer
- Tomáš Klus
- Pepa Streichl
- Pepa Nos
- Jiří Dědeček
- Záviš
- Eva Henychová
- Wabi Daněk
- Václav Koubek
- Jan Burian
- Paleček a Janík (Michael Janík a Miroslav Paleček)
- Jiří Smrž
- Jim Čert
- Ivan Hoffman
- Kapitán Kid
- Vojta Kiďák Tomáško
- Pavlína Jíšová
- Jaroslav Samson Lenk
- Zuzana Navarová
- Pokáč
- Michal Horák (písničkář)
- Pavel Čadek

### České folkové skupiny
- Baobab
- Bratři Ebenové se zpěvákem Markem Ebenem
- Bratři Orffové
- Brontosauři
- Depeše
- Drc
- Heuréka
- Hoboes
- Hop Trop
- Jablkoň
- Jananas
- Jarret
- Kamelot
- Kantoři
- Karmína
- Klíč
- Minnesengři
- Nerez i Neřež
- Nestíháme
- Nezmaři
- Pacifik
- Skiffle Kontra Jiřího Traxlera, jr.
- Spirituál kvintet
- Šlapeto
- Trdlo
- Koa